# Myrinia pulvinata
Myrinia pulvinata là một loài Rêu trong họ Fabroniaceae. Loài này được (Wahlenb.) Schimp. miêu tả khoa học đầu tiên năm 1860.